# João Wall
São João Wall (Frei Joaquim de Sant Ana) (Chingle Hall, perto de Preston, Inglaterra, 1620 - Worcester, Inglaterra, 22 de agosto de 1679) foi sacerdote e mártir da Primeira Ordem. É venerado em 22 de agosto.

## Vida e santidade
Nasceu de uma família boa, estável e bastante cristã. Em 1641 ingressou no colégio de Donai (Portugal), onde recebeu a ordenação sacerdotal em 1645. Após cumprir um curto período de missão pelas regiões da Inglaterra, retornou a Donai a fim de receber o hábito dos Irmãos Menores no convento de São Boaventura, onde obteve o nome religioso de Frei Joaquim de Santa Ana. Dedicou-se com muito amor à missão de difundir o catolicismo pela Inglaterra, estabelecendo-se em Harvington Hall, no condado de Worcester; ali exerceu por mais de 22 anos suas funções sacerdotais.
Em dezembro de 1678, foi capturado como conspirador papista sob a liderança de Titus Oates. João Wall se recusou decididamente a prestar juramento de supremacia, sendo por isso recolhido na prisão de Worcester. Ficou preso por 5 meses, sob grandes sofrimentos e humilhações. Foi condenado à morte em 25 de abril de 1678 pelo juiz Atkins sob acusação de alta traição ao Reino. Por fim, foi martirizado em no dia 22 de agosto de 1679. Antes de subir ao patíbulo, escreveu um longo discurso, no qual tratou de seu processo e de sua condenação e o entregou a um amigo para que o fizesse imprimir; efetivamente foi publicado em Londres em 1679, gerando grande repercussão.
Foi a única vítima que sofreu o martírio pela fé em Worcester. Seu corpo foi sepultado em um cemitério anexo à igreja de São Osvaldo de Worcester. Sua cabeça, em sinal de veneração, foi transladada para o convento dos franciscanos de Donai.
Foi canonizado por Paulo VI a 25 de outubro de 1970.